# La interpretació de Rose
La interpretació de Rose (títol original en anglès, Rose Plays Julie) és una pel·lícula dramàtica irlandesa del 2019 escrita i dirigida per Christine Molloy i Joe Lawlor, coneguts col·lectivament com a Optimistes Desesperats. S'ha doblat i subtitulat al català.

## Repartiment
- Ann Skelly com a Rose
- Orla Brady com a Ellen
- Aidan Gillen com a Peter
- Annabell Rickerby com a Molly
- Catherine Walker com a Teresa
- Joanne Crawford com a Valerie
- Alan Howley com el Dr. Langan
- Sadie Soverall com a Eva